# محافظة بودلاسكي
بودلاسكي (بالبولندية: województwo podlaskie) هي واحدة من 16 محافظة التي تتكون منها جمهورية بولندا ، وفقا للتقسيم الإداري لعام 1998. تتميز بودلسكس بكون 8 ٪ من سكانها هم من الأقليات، البيلاروسيين والأوكرانيين والليتوانيين بشكل خاص. كما أنها تحتوي غالبية المسيحيين الأرثوذكس في بولندا، كما يمر بها نهر بوك.

## المناخ
يظهر الجدول التالي التغييرات المناخية على مدار السنة لمحافظة بودلاسكي:
| البيانات المناخية لـمحافظة بودلاسكي | البيانات المناخية لـمحافظة بودلاسكي | البيانات المناخية لـمحافظة بودلاسكي | البيانات المناخية لـمحافظة بودلاسكي | البيانات المناخية لـمحافظة بودلاسكي | البيانات المناخية لـمحافظة بودلاسكي | البيانات المناخية لـمحافظة بودلاسكي | البيانات المناخية لـمحافظة بودلاسكي | البيانات المناخية لـمحافظة بودلاسكي | البيانات المناخية لـمحافظة بودلاسكي | البيانات المناخية لـمحافظة بودلاسكي | البيانات المناخية لـمحافظة بودلاسكي | البيانات المناخية لـمحافظة بودلاسكي | البيانات المناخية لـمحافظة بودلاسكي |
| الشهر                               | يناير                               | فبراير                              | مارس                                | أبريل                               | مايو                                | يونيو                               | يوليو                               | أغسطس                               | سبتمبر                              | أكتوبر                              | نوفمبر                              | ديسمبر                              | المعدل السنوي                       |
| ----------------------------------- | ----------------------------------- | ----------------------------------- | ----------------------------------- | ----------------------------------- | ----------------------------------- | ----------------------------------- | ----------------------------------- | ----------------------------------- | ----------------------------------- | ----------------------------------- | ----------------------------------- | ----------------------------------- | ----------------------------------- |
| الدرجة القصوى °م (°ف)               | 12 (54)                             | 16 (61)                             | 20 (68)                             | 24 (75)                             | 30 (86)                             | 30 (86)                             | 33 (91)                             | 32 (90)                             | 28 (82)                             | 22 (72)                             | 12 (54)                             | 11 (52)                             | 33 (91)                             |
| متوسط درجة الحرارة الكبرى °م (°ف)   | −1 (30)                             | 0 (32)                              | 4 (39)                              | 11 (52)                             | 17 (63)                             | 20 (68)                             | 21 (70)                             | 21 (70)                             | 16 (61)                             | 10 (50)                             | 3 (37)                              | 1 (34)                              | 10 (51)                             |
| متوسط درجة الحرارة الصغرى °م (°ف)   | −6 (21)                             | −6 (21)                             | −2 (28)                             | 1 (34)                              | 7 (45)                              | 10 (50)                             | 12 (54)                             | 11 (52)                             | 7 (45)                              | 3 (37)                              | 0 (32)                              | −3 (27)                             | 2 (36)                              |
| أدنى درجة حرارة °م (°ف)             | −34 (−29)                           | −25 (−13)                           | −23 (−9)                            | −7 (19)                             | −3 (27)                             | 1 (34)                              | 5 (41)                              | 2 (36)                              | −4 (25)                             | −10 (14)                            | −16 (3)                             | −26 (−15)                           | −34 (−29)                           |
| الهطول مم (إنش)                     | 30 (1.2)                            | 20 (0.8)                            | 30 (1.2)                            | 30 (1.2)                            | 50 (2.0)                            | 70 (2.8)                            | 70 (2.8)                            | 70 (2.8)                            | 50 (2.0)                            | 40 (1.6)                            | 40 (1.6)                            | 40 (1.6)                            | 580 (22.8)                          |
| متوسط أيام هطول الأمطار             | 8                                   | 7                                   | 8                                   | 8                                   | 8                                   | 10                                  | 10                                  | 9                                   | 9                                   | 8                                   | 10                                  | 10                                  | 106                                 |
| متوسط الأيام الممطرة                | 7                                   | 7                                   | 8                                   | 9                                   | 7                                   | 8                                   | 8                                   | 7                                   | 8                                   | 9                                   | 9                                   | 6                                   | 93                                  |
| متوسط الأيام المثلجة                | 9                                   | 10                                  | 7                                   | 3                                   | 0                                   | 0                                   | 0                                   | 0                                   | 0                                   | 0                                   | 5                                   | 7                                   | 41                                  |
| ساعات سطوع الشمس الشهرية            | 21                                  | 54                                  | 139                                 | 138                                 | 207                                 | 236                                 | 217                                 | 205                                 | 162                                 | 97                                  | 27                                  | 20                                  | 1٬523                               |
| المصدر #1: Weatherbase              |                                     |                                     |                                     |                                     |                                     |                                     |                                     |                                     |                                     |                                     |                                     |                                     |                                     |
| المصدر #2: ClimateData.eu           |                                     |                                     |                                     |                                     |                                     |                                     |                                     |                                     |                                     |                                     |                                     |                                     |                                     |

## أعلام
- غيرترود بلانش
- ياكوب فونتانا